# Río Mandeo
El río Mandeo es un río del noroeste de la península ibérica que desemboca en el océano Atlántico. Atraviesa la provincia de Coruña, en Galicia, España. Destaca por su riqueza piscícola, con importantes cotos de pesca de salmón y trucha; y por la celebración a sus orillas de la romería de los Caneiros, la mayor romería profana de Galicia.
La existencia de numerosas centrales hidroeléctricas en su cauce ha provocado, en los últimos años, una fuerte polémica, por la supuesta peligrosidad de los cambios repentinos de caudal que conlleva su funcionamiento.

## Curso
Nace en el lugar de Marco das Pías, en el municipio coruñés de Sobrado a unos 700 metros de altitud, su lugar de nacimiento esta un poco más arriba de la aldea que lleva su nombre Mandeo y muy cerca del nacimiento del río Tambre, haciendo frontera con la provincia de Lugo.
Recorre los municipios de Sobrado de los Monjes, Aranga, Curtis, Irijoa, Coirós, Paderne y Betanzos, con una longitud total de unos 64 km. Es el segundo río en importancia de las Rías Altas, por detrás del Eume. Desemboca en la ciudad de Betanzos, donde se une con el río Mendo para formar la ría de Betanzos.
Sus afluentes principales son los ríos Deo y Zarzo, destacando también los arroyos (regos, en gallego) de Cambás y Mollopán.
El tramo inferior del Mandeo está catalogado como espacio natural protegido al estar integrado en la Red Natura 2000.

## Fauna
Se pueden citar especies como la lamprea marina, la anguila común o europea, el salmón común y la trucha común.

## Actuaciones de la administración
El estado de esta cuenca fluvial titular de un importante valor ecológico y cultural demandaba, desde hace años, actuaciones urgentes que dinamizaran y potenciaran la zona. Consciente de este déficit, y tras analizar diferentes cuencas fluviales de la provincia, la Diputación de La Coruña inició en el año 2009 los trámites de un programa de carácter piloto, exportable en el futuro a otras cuencas fluviales: acababa de nacer el Proyecto Mandeo.
En mayo de 2010, la Diputación de Coruña comenzó una campaña de custodia y adopción del río bajo el lema Vive o Mandeo, dirigida a asociaciones y grupos vecinales del entorno a fin de implicarles en su conservación y protección.